# Charity Shield 1979
La Charity Shield 1979 fue la edición n° 57 de la competición. Fue disputada entre el Liverpool, que se proclamó campeón de la Football League 1978-79 y el Arsenal, como campeón de la FA Cup 1978-79.
El partido se disputó el 11 de agosto de 1979, en el Estadio de Wembley ante 92.800 espectadores.
El encuentro finalizó 3-1 para el Liverpool, consiguiendo así la septima Charity Shield para sus vitrinas.

## Antecedentes y pre-partido

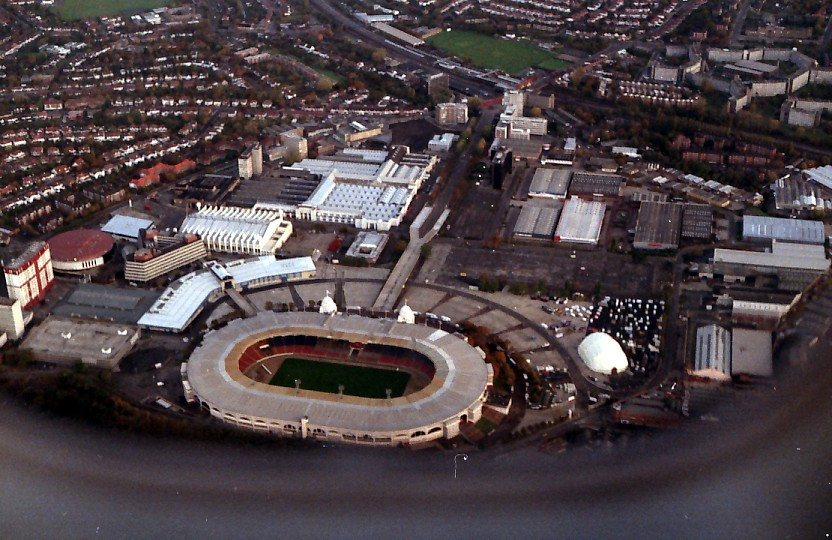
El Estadio de Wembley, sede del partido.

La FA Charity Shield fue fundada en 1908 como sucesora de la Sheriff of London Charity Shield. Éste era un certamen disputado entre los campeones de la Football League y la Southern Football League. En 1921, se jugó por primera vez entre los ganadores de la Football League y la Copa FA. Era el quinto año consecutivo donde se disputó en el Estadio de Wembley.
Liverpool clasificó a la Charity Shield como ganador de la First Division de 1978-79. Bajo el mando de Bob Paisley, el equipo acumuló un total de sesenta y ocho puntos además de recibir el menor número de goles en la temporada (16). Mientras que el Arsenal venció al Manchester United en la final de la Copa FA 1978-79. El equipo «gunner» dominó el encuentro ganando 2:0, pero se lo empataron en dos minutos; antes del final, Alan Sunderland marcó el gol de la victoria. El partido se lo conoce como «la final de cinco minutos» ya que los tres goles se anotaron durante ese período.
Liverpool anteriormente ganó tres Shields (en 1966, 1974 y 1976) y perdió uno contra el Leicester City en 1971. Además esta fue la primera participación del Arsenal después de diez años; antes habían ganado siete Shields (en 1930, 1931, 1933, 1934, 1938, 1948 y 1953) y perdieron dos (1935 y 1936). Antes del partido, Paisley le dijo a los reporteros:

Básicamente es un juego condicionante, parte del progreso es conseguir que los jugadores encajen.
Bob Paisley (1979).

## El partido
Liverpool empleó la formación 4-4-2, con David Johnson junto a Kenny Dalglish en la delantera mientras que el defensor Avi Cohen fue incluido en el banco de suplentes. Frank McGarvey no fue convocado el día del partido. El Arsenal organizó el equipo de manera similar a sus oponentes y formó un equipo sin cambios desde que disputó la final de la Copa FA.

### Resumen
El Liverpool dominó, pero le costó generar ocasiones claras. El Arsenal casi abre el marcador cuando un cabezazo de Frank Stapleton obligó al portero Ray Clemence a entrar en acción. Siete minutos antes del descanso, Terry McDermott abrió la cuenta para los «reds». El centrocampista recibió un pase de Ray Keneddy, luego giró hacia la izquierda y desde afuera del área remató por abajo al palo derecho del arquero. Los «gunners» comenzaron el segundo tiempo con más vigor, pero luchó para impedir los ataques del rival. Alan Kennedy casi marca el segundo cuando un remate suyo pegó en el poste.
El Arsenal se vio obligado a hacer un cambio alrededor de la hora de juego luego de que Sammy Nelson chocara con McDermott; Willie Young lo reemplazó. Llegaría el segundo gol del Liverpool cuando Alan Hansen interceptó un ataque del Arsenal, se adelantó y le dio el balón a Dalglish. El delantero se acercó al área de penal, cortó a Steve Walford y guardó el balón en la esquina derecha de la red. Dos minutos más tarde, John Hollins entró por David Price al punto en el que los «reds» anotaron el tercer tanto. McDermott recibió un pase de Dalglish quien definió por entre las piernas del arquero.
Alan Sunderland anotó el descuento para el Arsenal después de hacer una buena combinación junto a Stapleton. Esto no amortiguó el ánimo de los espectadores de Liverpool que corearon: "¿Cómo es ser superado?" y, "¿Por qué somos tan grandes?" durante el transcurso de los noventa minutos.

### Detalles
| 11 de agosto de 1979 | Liverpool                         | vs. | Arsenal       | Estadio de Wembley, Londres, |                              |
|                      | McDermott 38', 65' · Dalglish 63' |     | Sunderland ?' | Árbitro(s): George Courtney. | Árbitro(s): George Courtney. |

|  |  |

|             |    |                  |  |
|             |    |                  |  |
| ARQ         | 1  | Ray Clemence     |  |
| DEF         | 2  | Phil Neal        |  |
| DEF         | 3  | Alan Kennedy     |  |
| DEF         | 4  | Phil Thompson    |  |
| MED         | 5  | Ray Kennedy      |  |
| MED         | 6  | Alan Hansen      |  |
| DEL         | 7  | Kenny Dalglish   |  |
| MED         | 8  | Jimmy Case       |  |
| DEL         | 9  | David Johnson    |  |
| MED         | 10 | Terry McDermott  |  |
| MED         | 11 | Graeme Souness   |  |
| Suplentes:  |    |                  |  |
| MED         | 12 | Steve Heighway   |  |
| MED         | 13 | Sammy Lee        |  |
| DEF         | 14 | Avi Cohen        |  |
| DEL         | 15 | David Fairclough |  |
| ARQ         | 16 | Steve Ogrizovic  |  |
| Entrenador: |    |                  |  |
| Bob Paisley |    |                  |  |

|             |    |                 |  |       |
|             |    |                 |  |       |
| ARQ         | 1  | Pat Jennings    |  |       |
| DEF         | 2  | Pat Rice        |  |       |
| DEF         | 3  | Sammy Nelson    |  | Salió |
| MED         | 4  | Brian Talbot    |  |       |
| DEF         | 5  | David O'Leary   |  |       |
| DEF         | 6  | Steve Walford   |  |       |
| MED         | 7  | Liam Brady      |  |       |
| DEL         | 8  | Alan Sunderland |  |       |
| DEL         | 9  | Frank Stapleton |  |       |
| MED         | 10 | David Price     |  | Salió |
| MED         | 11 | Graham Rix      |  |       |
| Suplentes:  |    |                 |  |       |
| ARQ         |    | Paul Barron     |  |       |
| DEF         |    | Willie Young    |  | Entró |
| DEF         |    | Steve Gatting   |  |       |
| DEL         |    | Paul Vaessen    |  |       |
| MED         |    | John Hollins    |  | Entró |
| Entrenador: |    |                 |  |       |
| Terry Neill |    |                 |  |       |

| Reglas - Noventa minutos, sin alargue. - Cinco suplentes. - Máximo tres cambios. |

## Consecuencias
La actuación del Liverpool fue recibida con aplausos por ambos aficionados mientras Phil Thompson llevó a su equipo a la Caja Real para recibir el trofeo. Paisley estaba encantado con la manera en la que su equipo había ganado, y bromeó: «¡Siento que no obtuvimos dos puntos por ello». Mientras que el técnico del Arsenal, Terry Neil, describió el partido como un «gran anuncio para el fútbol» y sintió que su equipo contribuía mucho en los períodos. De sus oponentes dijo: «El Liverpool es impactante, y no espero encontrar a nadie mejor esta temporada».
De hecho, el Liverpool retuvo el título en la siguiente temporada soportando la presión del Manchester United, terminando la competición con sesenta puntos. Mientras que el Arsenal terminó cuarto, llegando a la final de la Copa FA y de la Recopa de Europa de la UEFA, sólo para terminar la temporada 1979-80 con las manos vacías.